# Día Nacional Saudita
El Día Nacional Saudita (en árabe: اليوم الوطني للمملكة العربية السعودية‎) es celebrado en Arabia Saudita cada 23 de septiembre para conmemorar el cambio de nombre del Reino del Néyed y del Hiyaz a "Reino de Arabia Saudita" por decreto real del Rey Abdulaziz bin Saúd en 1932. Es una festividad nacional. Cabe mencionar que se conmemora el número de años lunares, no los años solares.

## Establecimiento de Arabia Saudita
El Rey Abdulaziz pudo conquistar los oasis de Riad en 1902; y al-Hasa en 1913, y para 1925, unificó Néyed y Hiyaz después de derrotar las fuerzas de Sharif Hussein. El 23 de septiembre de 1932, Bin Saud cambió el nombre de su reino a su nombre familiar, la Casa de Saud.

## Celebraciones
El día Nacional Saudita es celebrado con bailes folclóricos, cantos y festivales tradicionales. Las calles y los edificios son decorados con banderas Sauditas.
Según el gobierno Saudita, la celebración es una oportunidad de aprender del patrimonio Saudita, sus costumbres y tradiciones. La intención de las celebraciones es presentar el patrimonio de Arabia Saudita, apreciar la belleza del país, y promover el orgullo de su país y su rica historia. Para algunos, es también una oportunidad de aprender sobre el legado del Rey Abdulaziz, cómo él estableció el Reino de Arabia Saudita, y lo que hizo para unificar su país. Por tanto, algunas celebraciones se hacen en memoria de él.

## Acontecimientos y efemérides en el mismo día
- 2005: El Rey Abdalá reconoció al día Nacional Saudita como una festividad oficial del reino.
- 2009: El Rey Abdalá inauguró la Universidad de Ciencia y Tecnología Rey Abdalá, en presencia de jefes de Estado extranjeros.
- 2014: El municipio de Yeda develó el asta más alto del mundo.
- 2015: el día Nacional Saudita coincidió con el día de Arafat por primera vez.